# 赵惟叙
高平郡公赵惟叙（977年—1011年），字懋功，秦王赵德芳长子。
性纯谨，颇好学，为官谨言慎行。端拱初，授右武卫将军。累迁至左卫将军，领勤州刺史。大中祥符四年（1011年），从祀汾阴，拜左千牛卫大将军。八月卒，年三十五。赠怀州防御使，追封河内侯。明道二年（1033年），加赠保静军节度观察留后，高平郡公。
妻子：马氏，大中祥符五年十月卒。